# Lionel Lemonchois
 (janvier 2012).
Si vous disposez d'ouvrages ou d'articles de référence ou si vous connaissez des sites web de qualité traitant du thème abordé ici, merci de compléter l'article en donnant les références utiles à sa vérifiabilité et en les liant à la section « Notes et références ».
Lionel Lemonchois est un navigateur français, né le 2 février 1960 à Bayeux (Calvados) .

## Biographie
Double vainqueur du Trophée Jules-Verne en 2005 avec Orange II et en 2010 avec Groupama 3, son expérience est aussi faite de victoires en double : sur la Transat Jacques-Vabre en 2005 et la Transat AG2R en 2006. Pour autant Lionel Lemonchois est aussi un adepte du solitaire où il a su montrer son expérience de marin en solo vainqueur à deux reprises de la Route du Rhum. D’abord en 2006, année lors de laquelle il remporte l’épreuve toutes catégories confondues sur Gitana 11, puis en 2010 sur Prince de Bretagne au terme d’une course lors de laquelle il a été contraint de monter trois heures en tête de mât pour réparer son chariot de grand voile.
Il a participé à de nombreuses courses en tant que coéquipier. Il a acquis une réputation d'équipier de marque, ce qui lui vaut le surnom « Le bon choix » par ses confrères et la presse. Élu Marin de l’année en 2006 », il estime n’être jamais aussi à l’aise qu’au large. Ces différentes navigations lui ont permis de franchir le cap Horn à la voile, et ce à cinq reprises (jusqu'en 2011) et qu’Olivier de Kersauson considère de lui qu’il est l’un des trois ou cinq meilleurs skippers de trimaran au monde.
Il est actuellement le skipper du trimaran Maxi80 Prince de Bretagne.

## Palmarès

### 1985
- Monaco-New York 1985 : 2e avec François Boucher sur Ker Cadelac.

### 1989
- Mini Transat 1989 : 11e sur Clips Entreprises.

### 1990
- Solitaire du Figaro[précision nécessaire].

### 1991
- Transat 6.50 : 6e sur Clips Entreprises.
- Solitaire du Figaro[précision nécessaire].

### 1992
- Transat AG2R : 4e sur Clips Entreprises avec Fred Guérin.

### 1993
- Open UAP : 1er monocoque sur Ville de Cherbourg avec Halvard Mabire.

### 1994
- Record New York-San Francisco : avec Isabelle Autissier sur Ecureuil Poitou-Charentes
- Solitaire du Figaro[précision nécessaire].

### 1995
- Transat 6.50 : 4e sur Les Jeudis du Port
- Mondial Mumm-36 : 2e avec Jimmy Pahun sur K-Yote.

### 1996
- Transat Québec-Saint-Malo : 7e sur Spirit avec Halvard Mabire

### 1997
- Route de l'Or : 2e avec Isabelle Autissier sur PRB.

### 1999
- Transat 6.50 : 32e (deux démâtages) sur Mécénat Chirurgie Cardiaque
- Transgascogne : 1er sur Mécénat Chirurgie Cardiaque
- Fastnet Race : 1er avec Catherine Chabaud sur Whirlpool

### 2000
- Vainqueur de la Transat Québec-Saint-Malo avec Franck Cammas sur Groupama
- Vainqueur de la Lorient-St-Barth avec Karine Fauconnier sur Sergio Tacchini-Itineris[4].

### 2001
- The Race : 3e avec Cam Lewis sur Team Adventure.

### 2002
- Route du Rhum sur Gitana X.

### 2005
- Transat Jacques-Vabre : 1er avec Pascal Bidégorry sur Banque Populaire IV
- Trophée Jules-Verne avec Bruno Peyron en 50 jours, 16 heures et 20 minutes sur Orange II

### 2006
- Route du Rhum : 1er sur Gitana 11 en 7 jours, 17 heures, 19 minutes et 6 secondes.
- Grand Prix du Portugal et de Fécamp : 2e avec Loïck Peyron sur Gitana 11
- Cannes-Istanbul : 3e avec Bertrand de Broc sur les Mousquetaires
- Londres-Alpes Maritimes : 1er avec Franck Cammas sur Groupama 2
- Transat AG2R : 2e avec Dominic Vittet sur Atao Audio System[5]
- Élu Marin de l'année par le jury de la Fédération française de voile.

### 2008
- Record New York-San Francisco sur Gitana 13, en 43 jours et 38 minutes.
- Record San Francisco-Yokohama sur Gitana 13, en 11 jours, 12 minutes et 55 secondes.

### 2010
- Vainqueur de la Route du Rhum dans la catégorie Multi50 en 15 jours, 4 heures, 50 minutes et 48 secondes sur Prince de Bretagne.
- Trophée Jules-Verne avec Franck Cammas en 48 jours, 7 heures, 22 minutes et 52 secondes. sur Groupama 3.

### 2011
- Vainqueur du Tour de l’île de Wight
- Vainqueur du record SNSM
- Vainqueur du tour de Belle-Île.